# Vanderlei Luxemburgo
Vanderlei Luxemburgo da Silva (n. 10 mai 1952, Nova Iguaçu, Brazilia), cunoscut mai ales ca Vanderlei Luxemburgo, scris uneori și Wanderley Luxemburgo, este un antrenor de fotbal și fost fotbalist brazilian. El este cel mai de succes antrenor din istoria campionatului Braziliei la fotbal – Série A, cu cinci titluri câștigate.
Ca jucător, Luxemburgo, a evoluat pentru echipele Flamengo, Internacional și Botafogo.
Și-a început cariera de antrenor în anul 1983, la clubul Campo Grande Atlético Clube, iar de atunci a antrenat peste 30 de echipe, din Brazilia, Arabia Saudită, Spania și China, inclusiv echipa națională de fotbal a Braziliei și cluburi ca Real Madrid sau „granzii” fotbalului brazilian.

## Palmares
- 5 x Série A (1993, 1994, 1998, 2003, 2004)
- 1 x Série B (1989)
- 1 x Cupa Braziliei (2003)
- 13 campionate de fotbal ale statelor Braziliei:

- 8 Campeonato Paulista (1990, 1993, 1994, 1996, 2001, 2006, 2007, 2008)
- 1 Campeonato Capixaba (1983)
- 2 Campeonato Mineiro (2003, 2010)
- 2 Campeonato Carioca (1991, 2011)

- 2 x Turneul Rio-São Paulo (1993, 1997)
- 1 x Copa América (1999)
- 1 x Turneul pre-Olimpic (2000)